# Colloquio clinico
Il colloquio clinico è una tecnica di osservazione e di studio del comportamento umano per raccogliere informazioni (fine diagnostico), motivare (fine terapeutico), ed informare (orientamento).
Il colloquio clinico è un caso particolare della vita di relazione del soggetto: la personalità dell'esaminatore entra attivamente in questo rapporto condizionandolo. È importante che l'esaminatore sia consapevole di influire attivamente sugli atteggiamenti assunti dal soggetto anche quando il suo ruolo non è di intervento attivo. Deve inoltre conoscere in anticipo la prospettiva nella quale tende abitualmente a collocarsi, cioè conoscere le caratteristiche della propria equazione personale.
Il colloquio clinico può essere accompagnato da una fase di test.
L'utilizzazione del colloquio a scopo diagnostico e prognostico si basa su di un presupposto fondamentale: che i tratti e le disposizioni rilevate in una persona in occasione del colloquio, non siano caratteristiche incidentali, casuali, limitate nel tempo e nello spazio alla situazione in esame, ma possono essere trasferite ad ambiti più vasti e rilevanti del comportamento.
L'obbiettivo di base è delineare la struttura della personalità del soggetto esaminato. Permettere una conoscenza diretta della dinamica interpersonale del soggetto.
La situazione del colloquio non permette, soprattutto quando si limita ad un solo incontro, il più delle volte di manifestare tutte le disposizioni, tutti i ruoli psicosociali assimilati dal soggetto. 
È importante cogliere la disposizione preliminare dei soggetti nei confronti del colloquio: individuare il ruolo (modello organizzato di condotte relativo ad una certa posizione dell'individuo in un insieme interagente) in cui viene collocato lo psicologo e quello complementare in cui si trova l'esaminato.

## Fonti d'informazione durante il colloquio clinico
Le fonti d'informazione durante il colloquio clinico, si possono raggruppare in tre categorie:

### Contenuto
Il materiale raccolto durante il colloquio che deve essere sottoposto ad un esame critico attraverso la valutazione della verosimiglianza e la coerenza oppure l'eventuale contraddittorietà dei fatti; l'eventuale presenza di zone oscure; la presenza di dettagli più o meno numerosi dei vari settori esplorati. Sarà possibile attribuire al soggetto un tratto di personalità con una sicurezza tanto maggiore quanto più sarà evidente la ricorrenza di certe situazioni ambientali da un lato, e di certe soluzioni comportamentali dall'altro

### Contesto e metacontesto
Contesto: Nessun comportamento può essere valutato a prescindere dal contesto nel quale viene messo in atto. Metacontesto: l'esperienza soggettiva del contesto, che può comportare una distorsione della comunicazione, con confusione di significati. Spesso il comportamento di una persona è determinato più dal ruolo in cui essa è venuta a trovarsi in una data situazione che dalla sua personalità, per cui la conoscenza delle circostanze empiriche in cui una persona si trova, assume maggior valore informativo della conoscenza della sua personalità. Il colloquio clinico si configura come un particolare contesto in cui diversi e specifici sono i ruoli svolti dall'investigatore e dal soggetto.

### Espressioni non verbali
Le Espressioni non verbali offrono una serie di ulteriori informazioni che il contenuto verbale in sé non sarebbe in grado di fornire. L'utilità di tali informazioni si evidenziano soprattutto quando il soggetto non è in grado di verbalizzare stati emotivi di cui egli non è pienamente consapevole. Le espressioni non verbali si possono così classificare:
- comportamento spaziale, ovvero l'informazione circa il modo in cui gli individui si pongono in relazione fra loro e con l'incontro (considerato come un tutto).
- Indici: vicinanza fisica (intimità e dominanza), orientazione (ad esempio l'angolo in cui le persone si situano nello spazio, in piedi o sedute, l'una rispetto all'altra, fornisce informazioni circa gli atteggiamenti   interpersonali, collaborazione, intimità, gerarchia), postura (rapporti interpersonali, lo status sociale, gli stati emotivi in special modo lungo la dimensione tensione-rilassamento), comportamento motorio (gesti delle mani, illustratori, indicatori dello stato emotivo), segnali regolatori (tendono a mantenere il flusso della conversazione e possono indicare a chi parla se l'interlocutore è interessato o meno), gesti di adattamento (appresi generalmente durante l'infanzia, rappresentano un modo di soddisfare e controllare i bisogni, motivazioni ed emozioni concernenti le varie situazioni in cui l'individui viene a trovarsi, ad esempio i movimenti di manipolazione del proprio corpo durante l'interazione), cenni del capo (svolgono in genere una funzione di rinforzo, nel senso di ricompensare il comportamento precedente), espressioni del volto (sono rivelatrici di emozioni, sentimenti, atteggiamenti ora occasionali, ora persistenti nel soggetto in esame). In particolare lo sguardo è parte integrante dell'espressione globale del volto ed è altamente espressivo. Lo sguardo svolge un ruolo importante nell'instaurare relazioni e nel comunicare atteggiamenti interpersonali ed è strettamente collegato con la comunicazione verbale altri aspetti importanti sono costituiti dalla ricerca dello sguardo e della fuga dallo sguardo e dall'esperienza del venir guardati.

- Aspetto esteriore tutti gli elementi che costituiscono l'aspetto esteriore sono fonti di trasmissione di informazioni: il volto, la conformazione fisica, l'abbigliamento, il trucco, l'acconciatura dei capelli, ecc.

- Aspetti non linguistici del comportamento verbale. Anche lo studio di questi aspetti nel corso di un colloquio clinico rappresentano un'area di ricerca particolarmente interessante. Trager [2] li definisce paralinguistici e comprendono: le qualità della voce (il tono, la risonanza, le caratteristiche temporali, ecc.), le vocalizzazioni (una varietà di suoni che non hanno la struttura propria del linguaggio: caratterizzatori vocali, qualificatori vocali, segregati vocali).

Esiste una relazione molto stretta tra stato emozionale dell'interlocutore e manifestazioni paralinguistiche: una persona ansiosa, ad esempio, tende a parlare più in fretta e con tono più elevato, mentre una persona depressa tende a parlare lentamente e con tono di voce basso. Nei fenomeni di stress, per altro, si ha un'elevazione del tono della voce, del numero delle non fluenze (superare il conflitto fra il parlare e il tacere) e dei fenomeni di esitazione, e del ritmo dell'eloquio. 
I disturbi dell'eloquio si verificano per gran parte al di fuori della coscienza del locutore o dell'ascoltatore, il che significa che difficilmente rappresentano il risultato di un controllo deliberato.

## Elaborazione dei dati ed errori di valutazione
I diversi dati ricavati sia dall'osservazione diretta che dalla comunicazione verbale del soggetto si organizzano in una rappresentazione coerente ed unificata. Quelli che seguono sono errori frequenti di valutazione:
- il riscontro di un "tratto" può indurre ad ammettere l'esistenza di numerosi altri tratti di cui non c'è verifica diretta. Nella rappresentazione la personalità di un individuo, può esserci l'induzione di compiere delle estrapolazioni più o meno giustificate.
- Quando l'informazione raccolta porta a dati contrastanti, l'esaminatore è spesso indotto dopo aver rilevato un tratto, a trascurarlo, a considerarlo un dato occasionale ed eccezionale, oppure può modificare il significato del tratto anomalo: rigidità della percezione.
- Rappresentazione schematica dell'esaminato (modificazione del significato, eliminazione o sottovalutazione di alcuni aspetti perché ritenuti irrilevanti, marginali ed occasionali, assunzione con riserva o esclusione di parte dell'informazione per insorgenza di dubbi sulla veridicità).
- L'esaminatore può essere influenzato dalla conoscenza preliminare di alcune caratteristiche o fatti riguardanti il soggetto.
- Impostazione iniziale prevenuta, l'esaminatore opera una selezione preconcetta di alcuni tratti di personalità, escludendo tutti gli altri.
- Intervento incontrollato del processo di implicazione, dovute all'esperienza personale o all'accettazione acritica di teorie e sistemi psicologici secondo i quali l'esistenza di un determinato tratto o comportamento implica l'esistenza di un altro anche se non può verificarlo direttamente.
- Somiglianza e/o simpatia presunta.
- Meccanismi di proiezione, bisogni e le motivazioni del terapeuta o dell'esaminatore, renderebbero confusa e imprecisa la percezione del soggetto da parte dell'esaminatore stesso.

## Transfert e controtransfert
Il transfert è una ripetizione dei sentimenti associati ad una figura del passato, che vengono rivissuti nei confronti dell'esaminatore nella situazione attuale. Gli schemi transferali in un colloquio clinico forniscono indicazioni su relazioni significative del passato del paziente.
Il controtransfert riguarda le situazioni nelle quali il passato dell'esaminatore viene ripetuto nel presente. Situazioni nelle quali gli intensi sentimenti suscitati nell'esaminatore, vengono evocati dal comportamento del paziente.

## Regole del colloquio clinico

### Regola del linguaggio
In linea di massima il linguaggio che si adopera durante il colloquio è quello del paziente. Durante il colloquio è essenziale utilizzare un linguaggio quotidiano di uso corrente, evitando accuratamente di usare un linguaggio tecnico-scientifico, in questo modo si falserebbero importanti informazioni. Nell'usare per quanto possibile lo stesso linguaggio, non è consigliato di "scimmiottare" il paziente, ma di utilizzare le sue espressioni soprattutto nel momento delle riformulazioni.

### Regola della frustrazione
Durante il colloquio, bisogna evitare di soddisfare i desideri consci ed inconsci del paziente, eccezion fatta evidentemente per il "desiderio" di avere un'opinione più chiara di sé. Questo perché le forme attraverso le quali il paziente esprime i suoi desideri consci ed inconsci sono le reali comunicazioni che sta facendo. Se il paziente potesse soddisfare liberamente i suoi desideri, probabilmente non ricercherebbe lo stesso colloquio clinico, anche nel caso si trattasse di desideri perversi. Dunque non lasciare che il paziente soddisfi con noi i suoi desideri, significa comunicargli di aver compreso che lo stesso non si trova all'interno di un colloquio clinico per avere soddisfazioni sostitutive, ma per mostrarci come, nella sua mente, il desiderio non trovi vie di espressione e di realizzazione soddisfacenti. La regola si applica bene laddove c'è stata la possibilità di comprendere la struttura mentale del paziente. Nel corso del primo colloquio è difficile applicare questa regola, sarà sufficiente un atteggiamento benevolmente neutrale.

### Regola della reciprocità
Il paziente al termine del colloquio clinico deve ricevere almeno quanto ha dato.
Se una persona ha cercato di esporci la sua situazione mentale, ci ha comunque offerto, qualcosa di prezioso, che siamo obbligati a contraccambiare. Al termine del colloquio è importante fare una dichiarazione conclusiva al paziente, e questo è il momento in cui il paziente viene ricambiato.